# مستقبل سطح الخلية

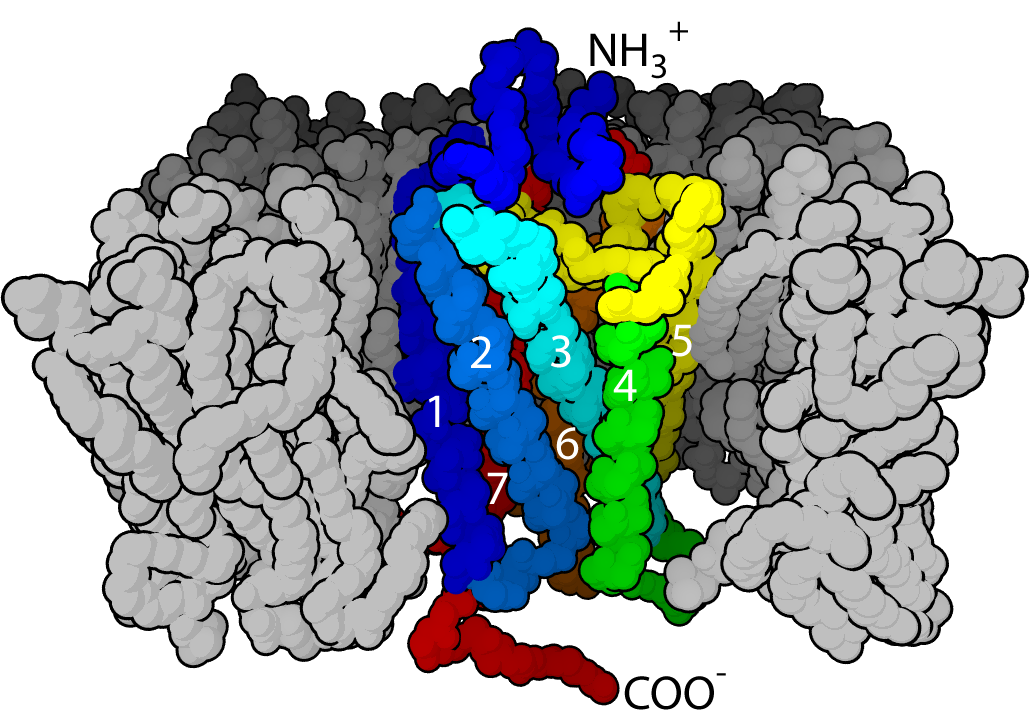
بنية المستقبل المقترن بالبروتين ج المكونة من سبع لوالب ألفا عبر غشائية.

مستقبلات سطح الخلية (المستقبلات الغشائية، المستقبلات عبر الغشائية) هي مستقبلات مدمجة في الغشاء البلازمي للخلايا، وتعمل في تأشير الخلية عبر استقبال (الارتباط بـ) جزيئات خارج خلوية، وهي بروتينات غشائية مدمجة متخصصة تسمح بالاتصال بين الخلية والفضاء خارج الخلوي. يمكن أن تكون الجزيئات خارج الخلوية هرمونات، نواقل عصبية، سيتوكينات، عوامل نمو، جزيئات التصاق الخلية أو مغذيات. والتي تتفاعل مع المستقبل لتُحدث تغييرات في أيض ونشاط الخلية. في عملية توصيل الإشارة، يسبب ارتباط الربائط تسلسلا من التغيرات الكيميائية عبر الغشاء الخلوي.

## البنية والآلية
العديد من المستقبلات الغشائية هي بروتينات عبر غشائية، وتوجد أنواع عدة منها بما في ذلك البروتينات السكرية والبروتينات الليبيدية. تم التعرف على المئات من المستقبلات ومازال العديد منها لم تتم دراستها والتعرف على وظائفها. تصنف المستقبلات الغشائية عادة حسب بنيتها الثالثية (ثلاثية الأبعاد)، وإن كانت بنيتها الثالثية غير معروفة فيمكن أن تُصنف حسب تموضعها في الغشاء. في المستقبلات البسيطة، تعبر السلاسل الببتيدية الليبيد ثنائي الطبقة مرة واحدة، بينما يمكن أن تعبره في بروتينات أخرى مثل المستقبلات المقترنة بالبروتين ج حتى سبع مرات. يمكن أن يحتوي كل غشاء خلوي على عدة أنواع من المستقبلات الغشائية ذات انتشارات مختلفة على سطحه، كما يمكن لمستقبل واحد أن يكون منتشرا بشكل مختلف في عدة مناطق مختلفة من الغشاء وذلك حسب نوع الغشاء ووظيفة الخلية. غالبا ما تتكدس المستقبلات في منطقة على سطح الغشاء بدل أن تكون منتشرة بشكل متساوٍ.

### الآلية
تم اقتراح نموذجين لتفسير آلية عمل المستقبلات عبر الغشائية.
- الديمرة (المثنوية): يقترح نموذج الثتني أنه قبل ارتباط الربيطة، تتواجد المستقبلات على هيئة موحودية. وحين يحدث ارتباط الناهضة ترتبط الموحودات لتشكل مثنويا نشطا.
- الاستدارة: يُحدث ارتباط الربيطة بالجزء خارج الخلوي من المستقبل استدرة (تغيرا بنويا) في جزء من لوالب المستقبل عبر الغشائي.تغير هذه الاستدارة أجزاء المستقبل المشكوفة على الجانب داخل الخلوي من الغشاء، وهذا يغير طريقة تآثر المستقبل مع بروتينات أخرى داخل الخلية.[6]